# Gail Simmons

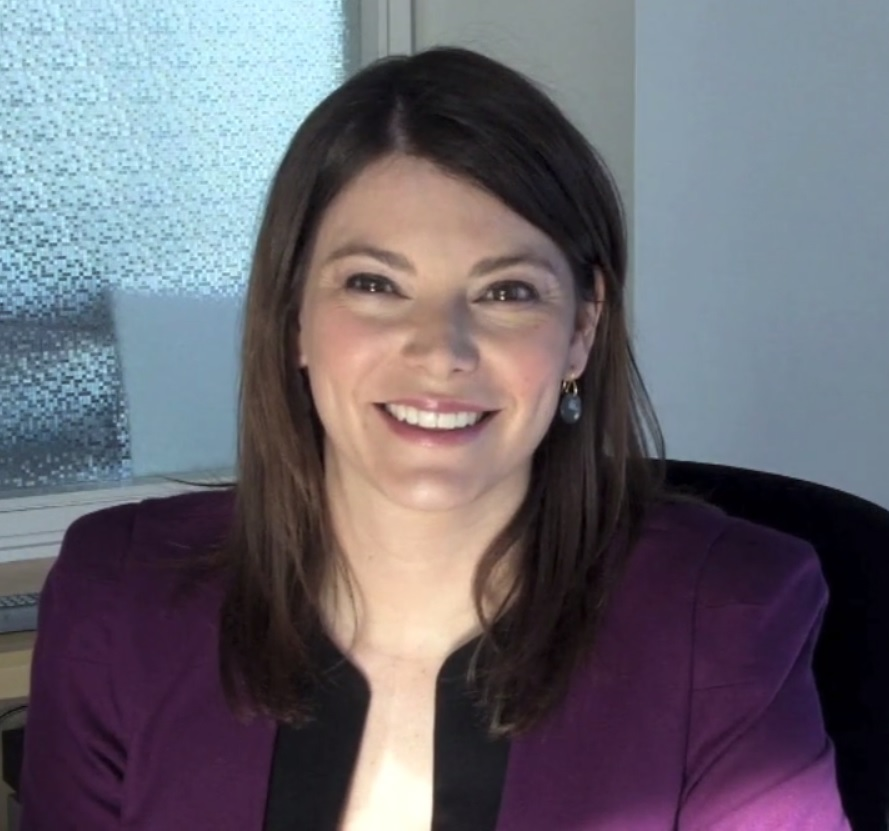
A jurada do Top Chef Gail Simmons fala, em 15 de março de 2012, com Malcolm Jolley, fundador e editor do jornal eletrônico "Good Food Revolution", baseado no Canadá, sobre a sua carreira e sobre sua história em seu livro 'Talking With My Mouth Full: My Life As A Professional Eater' (Falando de boca cheia: minha vida enquanto jurada de comida - tradução livre).

Gail Simmons é uma crítica culinária canadense. É editora da revista Food & Wine Magazine e jurada do reality show Top Chef.